# 白點牙鮃
白點牙鮃為輻鰭魚綱鰈形目鰈亞目牙鮃科的其中一種，為亞熱帶海水魚，分布於西大西洋區，從美國北卡羅萊那州至哥倫比亞海域，棲息深度19-130公尺，體長可達71公分，棲息在沿岸底層水域、海灣、潟湖，其生活習性不明，可作為食用魚。

## 扩展阅读
維基物種上的相關：白點牙鮃